# Ptychadena grandisonae
Ptychadena grandisonae es una especie  de anfibios de la familia Ranidae.

## Distribución geográfica
Se encuentra en Angola, República Democrática del Congo, Ruanda, Tanzania, Zambia y, posiblemente, en Burundi.

## Estado de conservación
Se encuentra amenazada de extinción por la pérdida de su hábitat natural.